# Unión Económica y Monetaria del África Occidental

UEMOA
WAMZ
ECOWAS only (Cape Verde)

La Unión Económica y Monetaria del África Occidental es una organización cuyo objetivo es el refuerzo de la competitividad económica y financiera de sus países miembros mediante la cooperación. Fundada en 1962, tiene la sede en Uagadugú, capital de Burkina Faso.

## Estados miembros
- Benín
- Burkina Faso
- Costa de Marfil
- Malí
- Níger
- Guinea-Bissau
- Senegal
- Togo